# Mamífero prehistórico

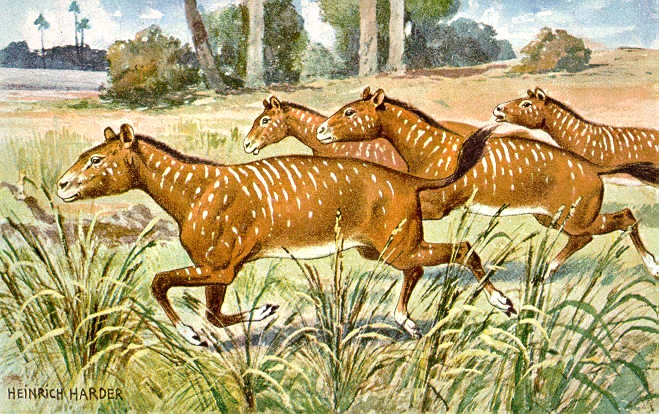
Mesohippus

Los mamíferos prehistóricos son todos aquellos mamíferos que vivieron durante la prehistoria. Se sabe que experimentaron dos grandes explosiones evolutivas, una hace 93 millones de años, y otra hace unos 50 millones de años.

## Evolución
Los mamíferos evolucionaron a partir de los cinodontes, un grupo de reptiles carnívoros que vivieron a finales del Paleozoico. El primer mamífero auténtico conocido es el Morganucodon, un pequeño insectívoro que vivió en el Triásico.